# 아나톨리 비코프 (레슬링 선수)
아나톨리 미하일로비치 비코프(러시아어: Анато́лий Миха́йлович Бы́ков, 1953년 8월 6일~)는 소련과 카자흐스탄의 레슬링 선수, 지도자이다. 1976년 하계 올림픽에서 그레코로만형 웰터급 금메달을 획득했으며, 1980년 하계 올림픽에서 그레코로만형 웰터급 은메달을 획득했다.